# Estados Unidos nos Jogos Olímpicos de Inverno de 1984
Os Estados Unidos competiram os Jogos Olímpicos de Inverno de 1984 em Sarajevo, na antiga Iugoslávia.